# Сучок

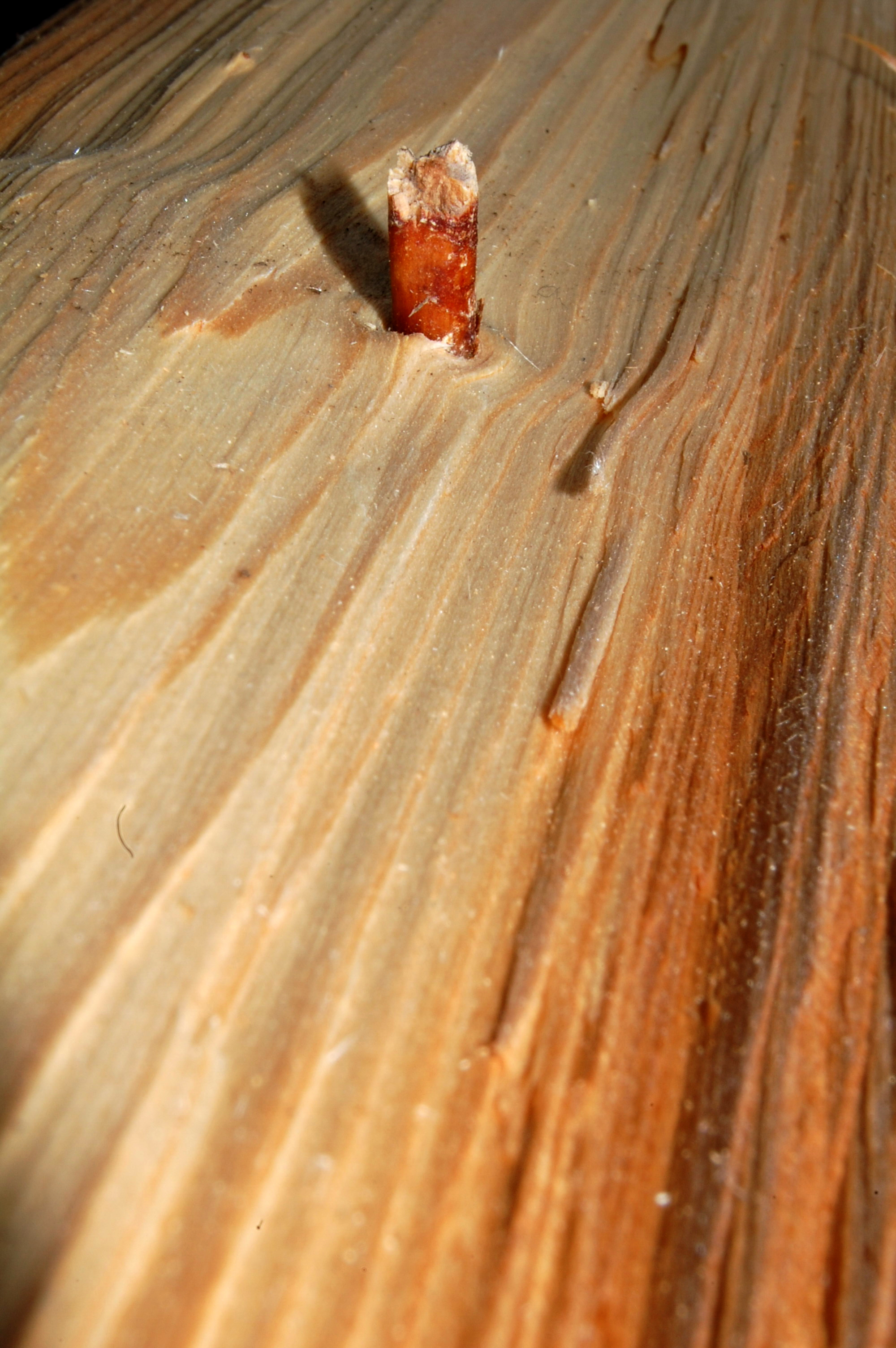
Сучок в расколотой древесине

Сучо́к — это часть ветви, заключённая в древесине ствола. Группа пороков древесины. Основной сортообразующий порок лесоматериалов.
Сучки значительно снижают ценность древесины как материала и её сортность. В местах прорастания веток уменьшается прочность, так как сучок имеет собственную клеточную структуру, направленную под углом к окружающим волокнам. Присутствуют во всех сортах древесины. В процессе распиловки древесины и высыхания несросшиеся и частично сросшиеся сучки часто теряют связь с основой и выпадают (становятся выпавшими сучками).
Уменьшают прочность пиломатериала при растяжении и изгибе, особенно сшивные; нарушают однородность строения древесины, затрудняют обработку режущими инструментами, способствуют искривлению годичных слоёв, что также снижает прочность изделия. При сжатии и скалывании наоборот, повышают прочность. Увеличивают расход древесины в связи с созданием запаса прочности.

## Строение и развитие
В сучках хвойных пород почти всегда присутствует крень, а лиственных — тяговая древесина (см.).
Почернение луба является верным признаком его отмирания и начала формирования неприросшего сучка.
Дерево реагирует на загнивание сучка и окружает его антисептическими веществами, таким образом, загнившей оказывается только вершина сучка. Вероятность загнивания сучка возрастает с увеличением его диаметра и уменьшением угла отхождения от ствола.
Загнившие, гнилые и табачные сучки в материалах хвойных (кроме пихты) и ядровых лиственных пород (дуб, каштан, ильм, вяз, берест, ясень) не заражают гнилью окружающую древесину, поэтому на них должны распространяться те же ограничения, что и на выпадающие сучки. В лесоматериалах же безъядровых лиственных пород (берёза, осина, бук, липа, ольха, клён) и пихте при длительном хранении в сыром виде они могут заразить окружающую их древесину, поэтому на них должны быть установлены бо́льшие ограничения при отсутствии искусственной сушки.

## Измерение
Измеряются сучки как для определения сортности лесоматериала, так и для исследования работы механизмов, призванных очищать ствол от сучьев.
Если сучки окружены корой, измеряют вместе с корой. Присучковые наплывы в размер сучка не включают. Размер пасынка измеряют по наименьшей ширине. Важным показателем является угол прикрепления сучка к стволу. При измерении сучковатости дерева замеряют три его зоны: зону живой кроны, зону с мёртвыми торчащими сучками, и бессучковую зону; особое внимание уделяют участку, где присутствуют как живые ветви, так и засохшие остатки ветвей. Затем ствол делят, независимо от его длины, на десять секций, замеряющихся отдельно. Для измерения скрытой сучковатости применяются лущение и раскалывание.
При измерении диаметра сучков допускается применение упрощённой градации (диаметр элипсовидных сучков измеряется по наименьшему размеру):
- булавочные, или игольчатые: размером менее 5 мм;
- карандашные: 5—10 мм;
- мелкие: 11—15 мм;
- средние: 16—25 мм;
- крупные: 26—50 мм и
- очень крупные: свыше 50 мм.

## Условные обозначения
- Полужирным шрифтом выделяются названия сучков, присутствующие в ГОСТ.
- Полужирным курсивом выделяются названия сучков, отсутствующие в ГОСТ.
- Курсивом выделяются термины, а также пишутся названия, приведённые в другом месте статьи или в другой статье данной тематики.
- (неофиц.) — неофициальное название понятия, присутствующего в ГОСТ.
- (сокр.) — сокращённое название.

## Классификация по ГОСТу как порока древесины
Сучки различаются:
- по открытости:

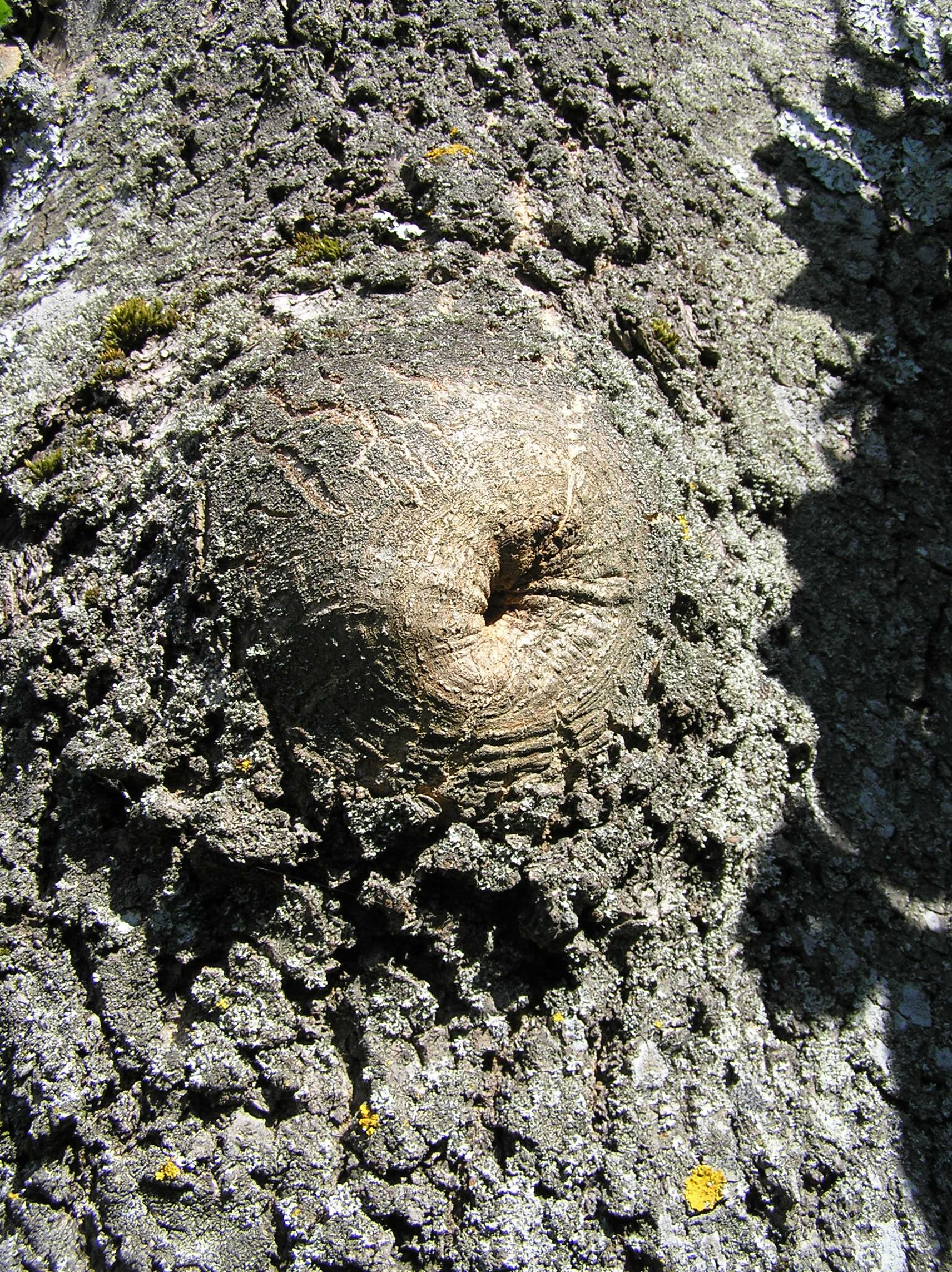
Желвак

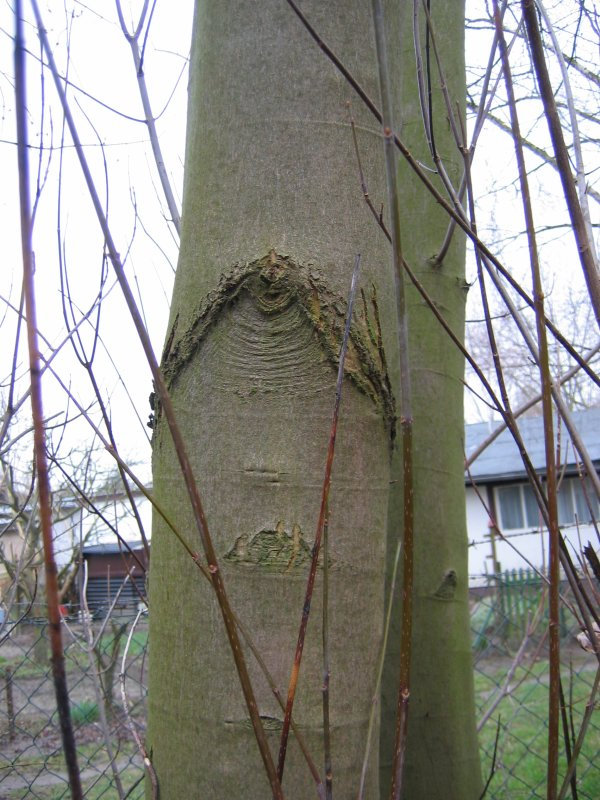
Бровка

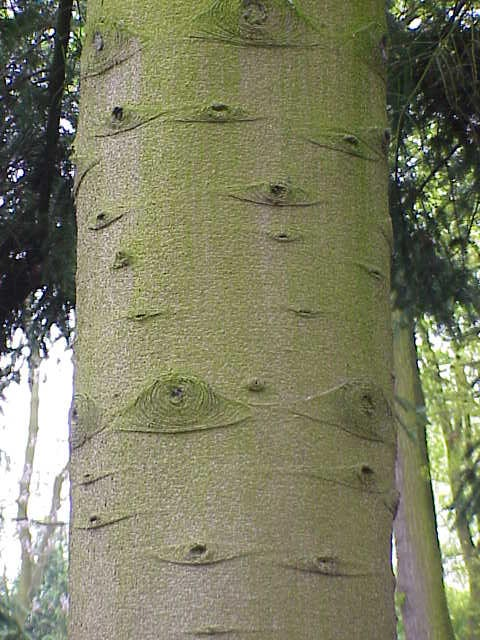
Роза

  - открытый сучок — выходящий на поверхность круглого лесоматериала. Пенёк открытого сучка торчит из ствола или виден во впадине смыкающегося наплыва;
  - заросший сучок — При определении сортности древесины заросшие сучки во внимание не принимаются. У хвойных пород отмершие сучки пропитываются смолой и за счёт этого долго не зарастают (до 50 лет), так как обломки отмерших ветвей медленно гниют и остаются торчать на стволе. Делятся на:
    - поверхностно заросшие — закрытые одним или несколькими годовыми слоями ствола, не глубже 1 см. На поверхности ствола напротив сучка может остаться раневое пятно. Развитое раневое пятно имеет форму эллипса. Часто такой сучок бывает прикрыт вздутием разной формы, например, желваком, и потому называется заплывным:
      - желвак — у сосны мутовки поверхностно заросших сучков иногда образуют узловатость ствола;

    - глубоко заросшие — У лиственницы межмутовочные ветви вскоре отмирают и обламываются и в связи с этим зарастают на большой глубине. Могут быть обнаружены по таким признакам, как:
      - бровка, появляющаяся на лиственных деревьях гладкокорых пород. Вследствие направленности заросшего сучка вверх, с нарастанием новых слоёв древесины раневое пятно смещается вверх и усы бровки удлиняются. Длина уса в сантиметрах примерно соответствует диаметру заросшего сучка в миллиметрах. Чем более давно сучок зарос, тем больше угол между усами раневой бровки[1];
      - роза[2] образуется у старого раневого пятна грубокорых пород;
- по форме:
  - круглый — у которого отношение большего диаметра к меньшему составляет два и менее;
  - овальный — у которого отношение большего диаметра к меньшему больше двух, но не больше четырёх;
  - продолговатый — у которого отношение большего диаметра к меньшему составляет четыре и более;
- по положению в материале:
  - пластевой, кромочный, ребровый и торцовый;
  - сшивной — проходящий по всей ширине материала, от края до края, выходящий на два ребра одной стороны;
- по выходу на поверхность:
  - односторонний
  - сквозной;

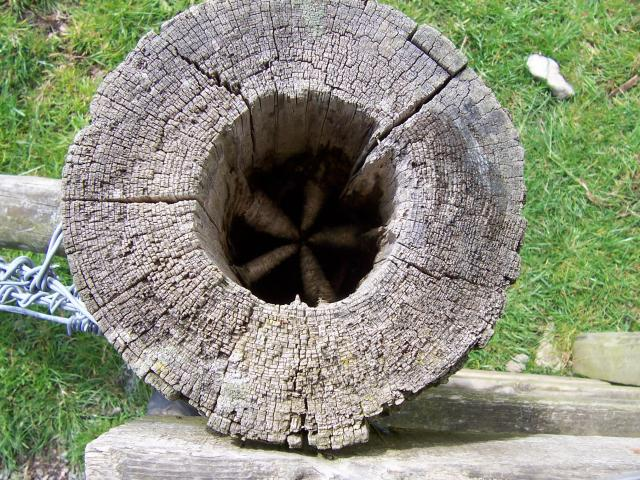
Разветвлённые сучки в стволе с дуплом, образовавшимся вследствие поражения ядровой гнилью

- по взаимному расположению:Разветвлённые сучки в стволе с дуплом, образовавшимся вследствие поражения ядровой гнилью Круглый кромочный сросшийся светлый здоровый сучок с трещинамиНесросшийся табачный сучок

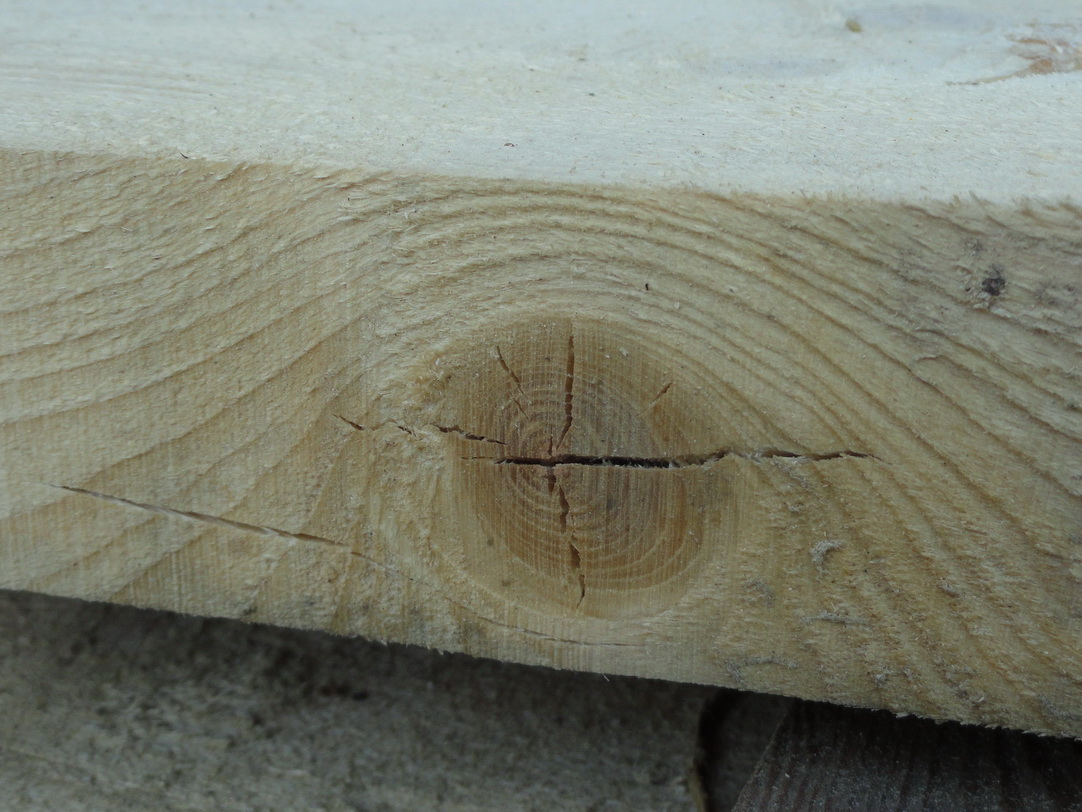
Круглый кромочный сросшийся светлый здоровый сучок с трещинами

Несросшийся табачный сучок

  - разбросанные — отстоящие друг от друга на расстоянии больше ширины материала, а при ширине материала более 150 мм — на расстоянии более 150 мм;
  - разветвлённые, или лапчатые (неофиц.) — сучки одной мутовки: два продолговатых или продолговатый в сочетании с овальным или ребровым, вне зависимости от прочих, расположенных рядом;
  - групповые — круглые, овальные и ребровые сучки, сосредоточенные в количестве двух или более на расстоянии, равном ширине продукции, а если продукция шире 150 мм — то на расстоянии 150 мм.
    - розетка, видная на поперечном срезе как группа сучков, расходящихся из одной точки, соответствует мутовчатому расположению ветвей.
- по степени срастания:
  - сросшийся — сросшиеся сучки располагаются по большей части преимущественно в зоне живой кроны. Древесина здоровая, нормальной структуры;
  - частично сросшийся — годичные слои которого срослись с окружающей древесиной на протяжении от 1/4 до 3/4 периметра. Может быть здоровым или загнившим;
  - несросшийся — на поверхности пиломатериала не имеет срастания с окружающей древесиной, обведён чётким тёмным контуром в виде кольца. У кедра и особенно у ели и пихты образуется большое количество несросшихся сучков вследствие того, что тонкие межмутовочные ветви этих пород долгое время остаются живыми, а отмерев, медленно отпадают. Несросшаяся часть сучка (если рассматривать его по всей длине) называется шпилькой. В комлевой части ствола берёзы шпильку имеют больше половины сучков. Длина их в среднем 25—30 мм;
  - выпадающий — не имеющий срастания с окружающей древесиной и держащийся в ней неплотно. Обычно сохраняет нормальное строение и твёрдость. К выпадающим относят также и отверстия от выпавших сучков;
- по окраске:
  - светлый здоровый сучок — ткань светлая и близка по цвету к окружающей древесине. Органично связан с текстурой. Может быть
    - ядро́вым — с ядром среди заболони, всегда более ярко выделенным, чем в стволовой древесине, и
    - заболонным — без ядра;

  - тёмный здоровый сучок — значительно темнее окружающей древесины, обильно пропитан смолой, дубильными и ядровыми веществами, часто с неравномерной окраской;
  - здоровый сучок с трещинами;
- по состоянию древесины:
  - здоровый, в том числе здоровый сучок с трещинами,
  - загнивший — с гнилью, занимающей не более 1/3 поверхности; долю гнилой древесины определяют визуально. К загнившим относится
    - чёрный смолевой сучок хвойных пород, когда чёрная смоляная масса обильно пропитывает вершину сучка и прилегающую прорость; к загнившим относится и
    - чёрный крошащийся сучок, встречающийся у древесных пород;

  - гнилой, легко разрушающийся руками;
  - табачный — содержимое которого превратилось в светлую или бурую труху наподобие табачной. Образуется позже загнивших и гнилых сучков, уже после очистки ствола от сучьев в результате деятельности грибов, находящихся в стадии плодоношения. Указывает на наличие ядровой гнили, так как в круглых лесоматериалах она может не выходить на торцы.

## Прочие сведения

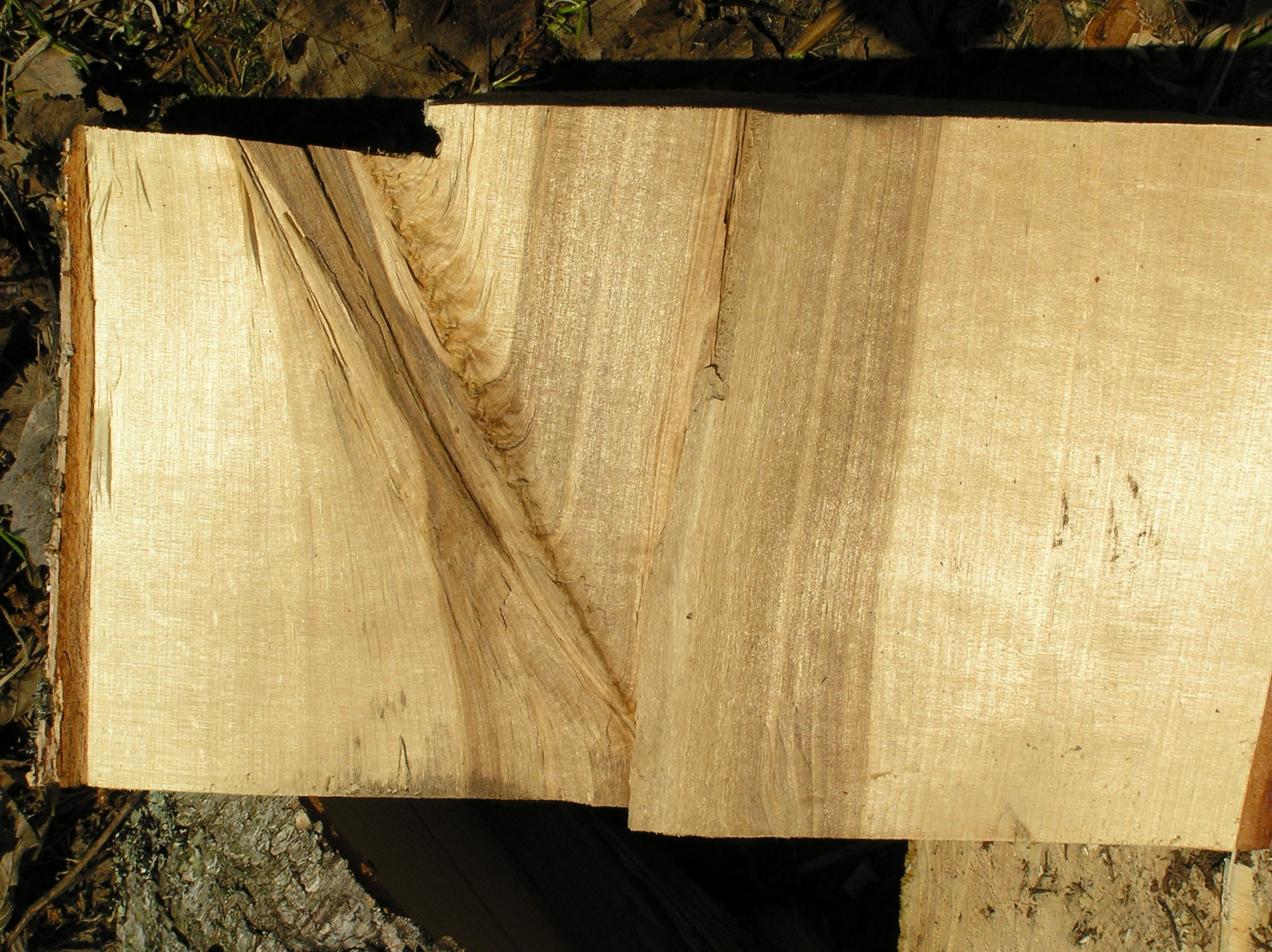
Пасынок в разрезе

- Специфической разновидностью сучка является пасынок, отнесённый к группе пороков строения древесины — сучок на месте крупного побега, конкурировавшего с главным стволом, отмершего или отставшего в росте. Пронизывает материал под острым углом на значительном протяжении, имеет вид сильно вытянутого овала с отношением сторон более чем 1 к 4. Может нарушать целостность пилопродукции, сильно снижает её прочность при растяжении и изгибе.
- Рядом с сучком образуется местное искривление годичных слоёв, и если при пилении разрез проходит рядом с сучком, то на другой стороне разреза остаётся завиток, также относящийся к группе пороков строения древесины.
- Глазки́ — порок строения древесины, заросшие неразвившиеся почки, наблюдающиеся в глазковом клёне и при разрезе капа карельской берёзы, чинары и ясеня.

## Народные выражения о сучках

### Загадки и пословицы
- Медвежий глаз в избе.
- На лавке кутак, не повернёшь никак (сучок в лавке).
- Сидит Микит, сквозь стены глядит.
- Кривой Сысой за печкой сидит: на улицу глядит и в избе стережёт (сквозной сучок).
- В чужом глазу соринку видишь, а в своём сучка не замечаешь.